# Cecilia Kotte
Cecilia Kotte Legiec, född 10 oktober 1990, är en svensk före detta fotbollsspelare (mittfältare).

## Klubbar
- Malmö FF (moderklubb)
- LdB FC Malmö

## Meriter
- 9 F17-landskamper (2006–2007)[3]